# Saint-Clément-à-Arnes
Saint-Clément-à-Arnes és un municipi francès situat al departament de les Ardenes i a la regió del Gran Est. L'any 2007 tenia 106 habitants.

## Demografia

### Població
El 2007 la població de fet de Saint-Clément-à-Arnes era de 106 persones. Hi havia 44 famílies de les quals 16 eren unipersonals (8 homes vivint sols i 8 dones vivint soles), 12 parelles sense fills i 16 parelles amb fills.
La població ha evolucionat segons el següent gràfic:
Habitants censats

### Habitatges
El 2007 hi havia 57 habitatges, 46 eren l'habitatge principal de la família, 2 eren segones residències i 9 estaven desocupats. 55 eren cases i 2 eren apartaments. Dels 46 habitatges principals, 33 estaven ocupats pels seus propietaris, 12 estaven llogats i ocupats pels llogaters i 1 estava cedit a títol gratuït; 1 tenia tres cambres, 16 en tenien quatre i 29 en tenien cinc o més. 33 habitatges disposaven pel capbaix d'una plaça de pàrquing. A 23 habitatges hi havia un automòbil i a 17 n'hi havia dos o més.

### Piràmide de població
La piràmide de població per edats i sexe el 2009 era:
| Homes | Edats   | Dones |
| ----- | ------- | ----- |
| 0     | 95 o +  | 0     |
| 0     | 90 a 94 | 0     |
| 0     | 85 a 89 | 0     |
| 0     | 80 a 84 | 0     |
| 0     | 75 a 79 | 4     |
| 4     | 70 a 74 | 8     |
| 4     | 65 a 69 | 0     |
| 0     | 60 a 64 | 12    |
| 4     | 55 a 59 | 0     |
| 4     | 50 a 54 | 0     |
| 4     | 45 a 49 | 12    |
| 4     | 40 a 44 | 4     |
| 0     | 35 a 39 | 0     |
| 4     | 30 a 34 | 4     |
| 8     | 25 a 29 | 4     |
| 0     | 20 a 24 | 0     |
| 16    | 15 a 19 | 0     |
| 8     | 10 a 14 | 0     |
| 8     | 5 a 9   | 0     |
| 12    | 0 a 4   | 0     |

## Economia
El 2007 la població en edat de treballar era de 64 persones, 53 eren actives i 11 eren inactives. De les 53 persones actives 51 estaven ocupades (29 homes i 22 dones) i 2 estaven aturades (1 home i 1 dona). De les 11 persones inactives 5 estaven jubilades, 3 estaven estudiant i 3 estaven classificades com a «altres inactius».
Activitats econòmiques
Dels 5 establiments que hi havia el 2007, 1 era d'una empresa extractiva, 1 d'una empresa alimentària, 1 d'una empresa immobiliària i 2 d'empreses de serveis.
L'únic servei als particulars que hi havia el 2009 era una agència immobiliària.
L'únic establiment comercial que hi havia el 2009 era una carnisseria.
L'any 2000 a Saint-Clément-à-Arnes hi havia 10 explotacions agrícoles.

## Poblacions més properes
El següent diagrama mostra les poblacions més properes.